# فرودگاه ورنون
فرودگاه ورنون (به انگلیسی: Vernon/Wildlife Water Aerodrome) یک فرودگاه خصوصی است که یک باند فرود آب دارد. این فرودگاه در کشور کانادا قرار دارد و در ارتفاع ۳۴۲ متری از سطح دریا واقع شده است.